# Monmouth (Illinois)
Monmouth es una ciudad ubicada en el condado de Warren en el estado estadounidense de Illinois. En el Censo de 2010 tenía una población de 9.444 habitantes y una densidad poblacional de 862,22 personas por km².

## Geografía
Monmouth se encuentra ubicada en las coordenadas 40°54′52″N 90°38′29″O / 40.91444, -90.64139. Según la Oficina del Censo de los Estados Unidos, Monmouth tiene una superficie total de 10.95 km², de la cual 10.9 km² corresponden a tierra firme y (0.5%) 0.05 km² es agua.

## Demografía
Según el censo de 2010, había 9444 personas residiendo en Monmouth. La densidad de población era de 862,22 hab./km². De los 9444 habitantes, Monmouth estaba compuesto por el 85.71% blancos, el 2.88% eran afroamericanos, el 0.34% eran amerindios, el 0.7% eran asiáticos, el 0.08% eran isleños del Pacífico, el 8.03% eran de otras razas y el 2.27% pertenecían a dos o más razas. Del total de la población el 14.38% eran hispanos o latinos de cualquier raza.